# Jan Steen

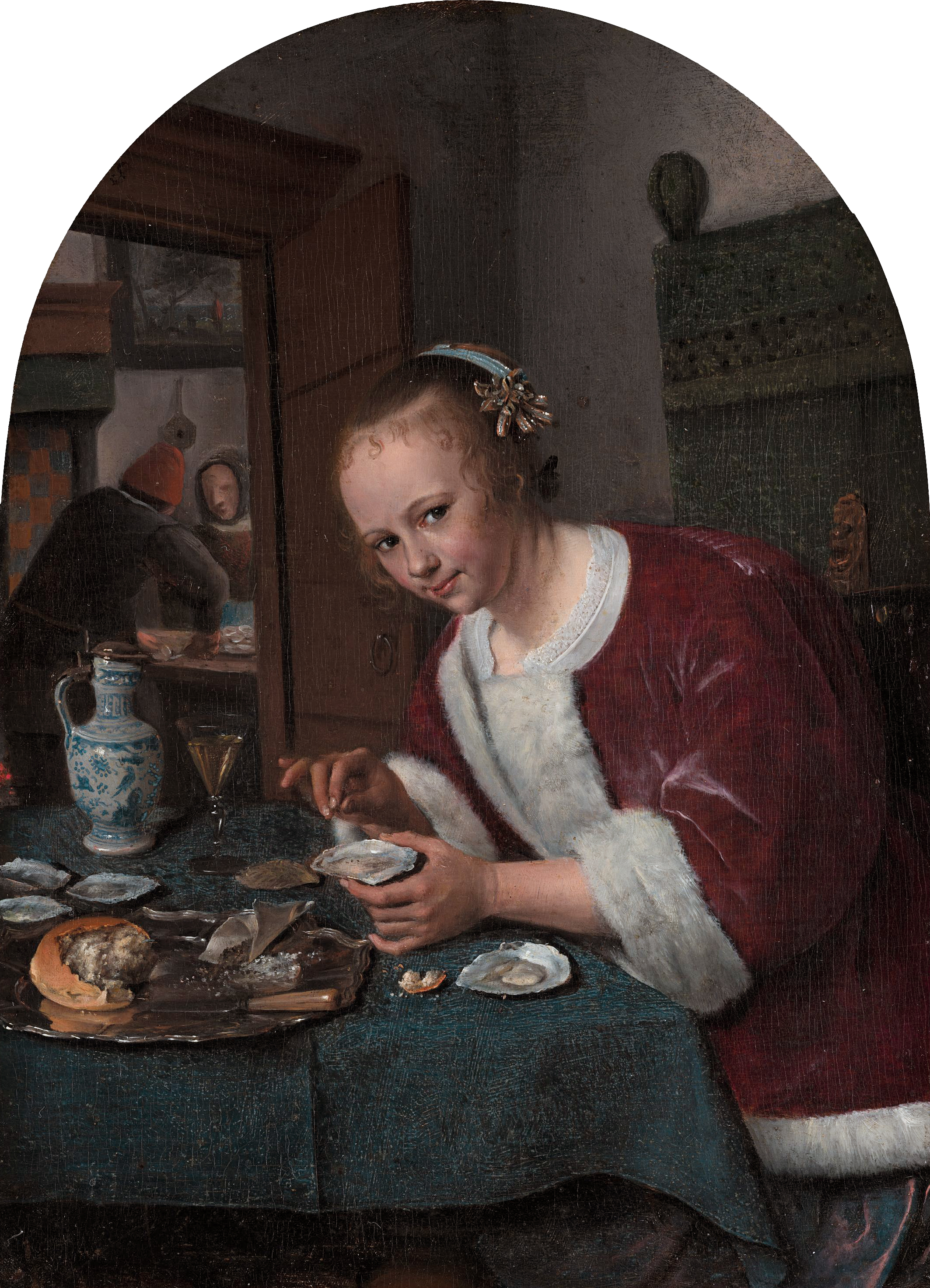
Jedząca ostrygi (1658-60), Mauritshuis, Haga

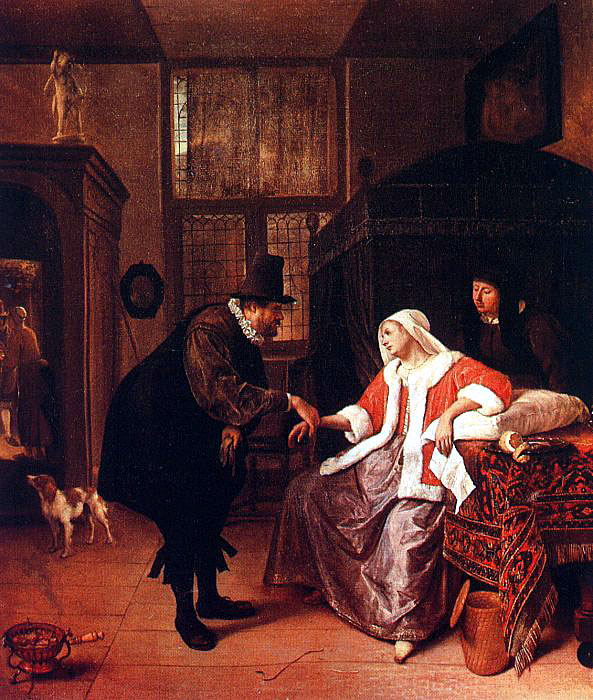
Chora z miłości ok. 1660, Stara Pinakoteka, Monachium

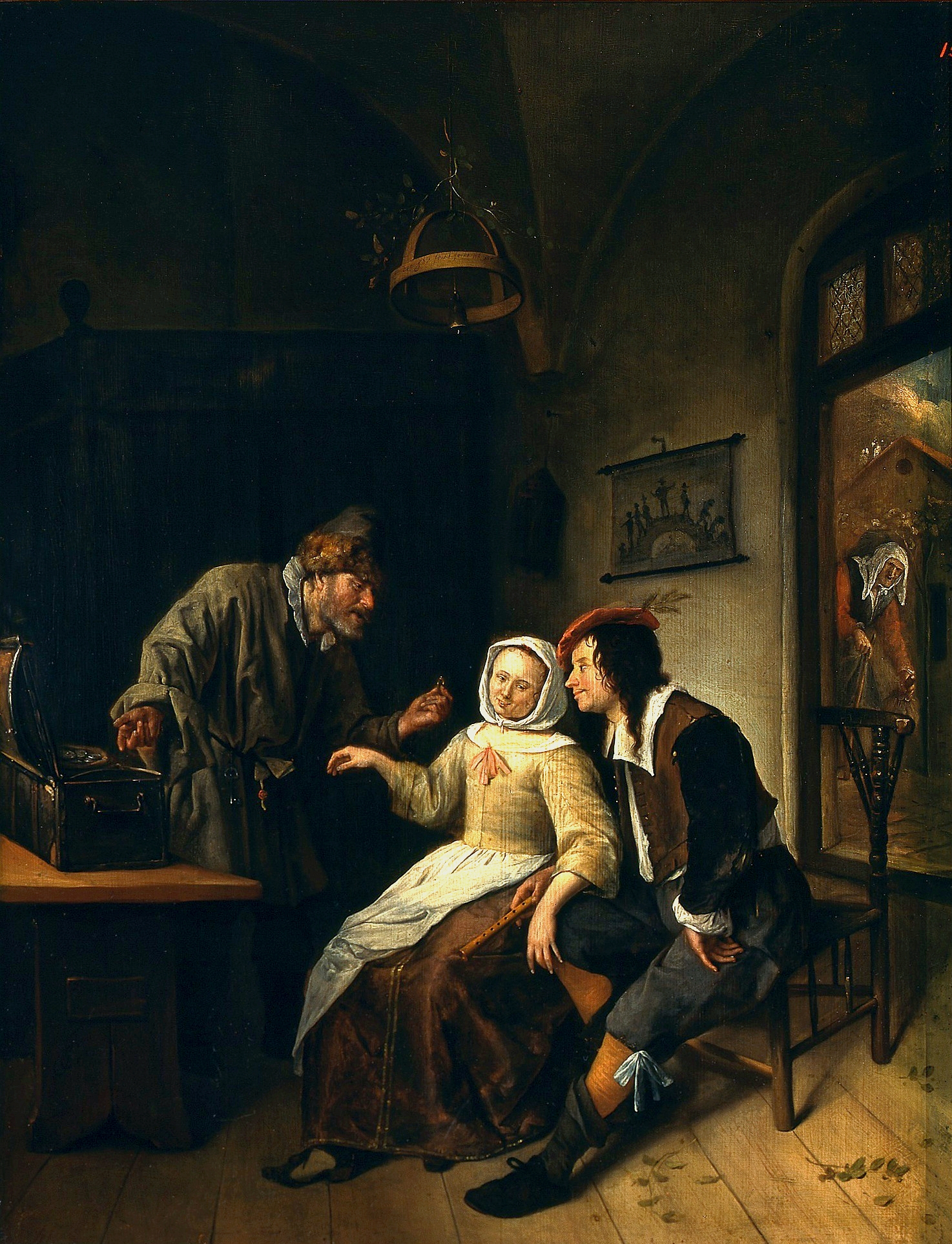
Wybór pomiędzy bogactwem a młodością (1661-63), Muzeum Narodowe w Warszawie

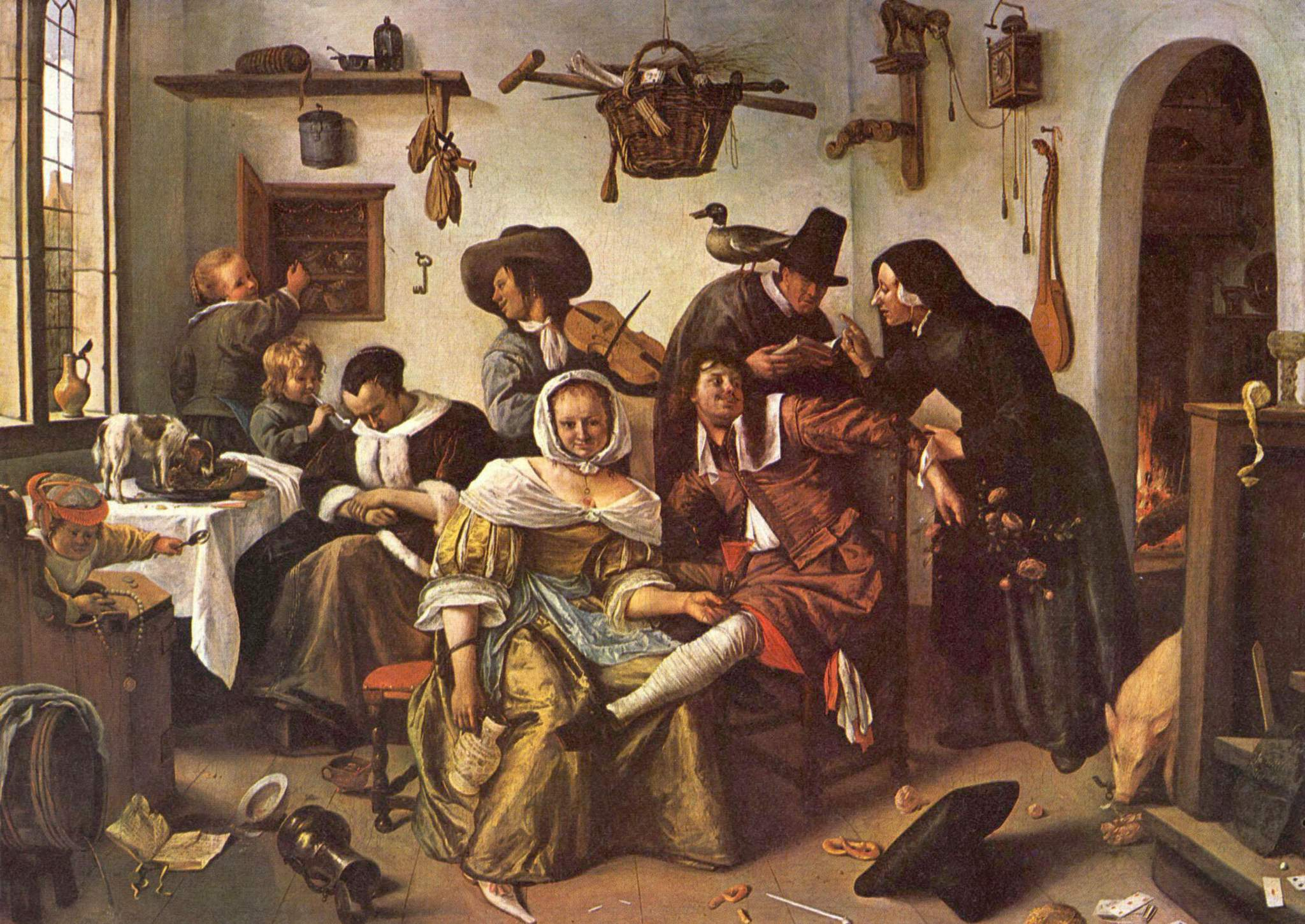
Wnętrze chłopskiej chaty (1663)

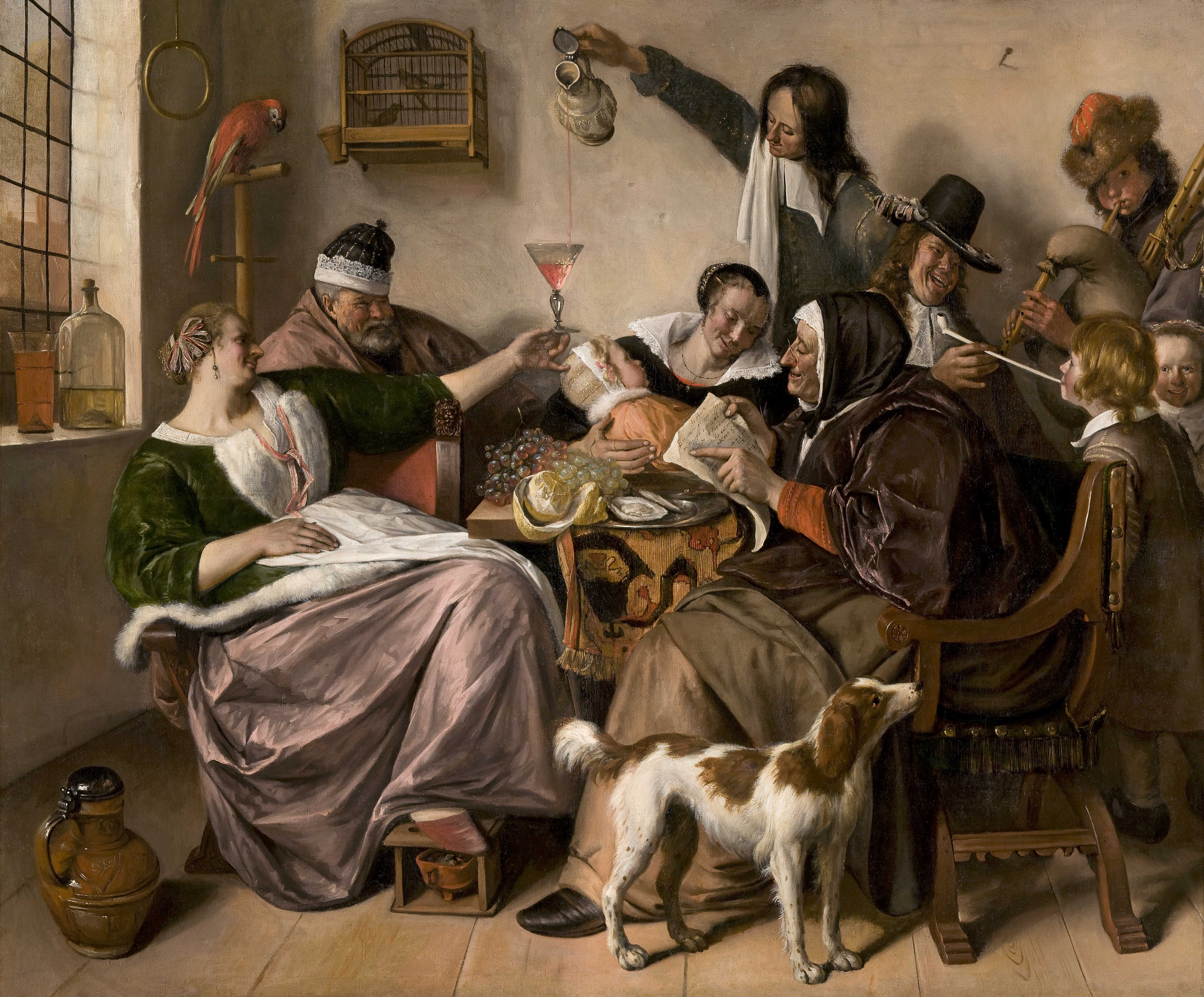
Jak starzy śpiewają, tak młodzi zagrają (ok. 1665)

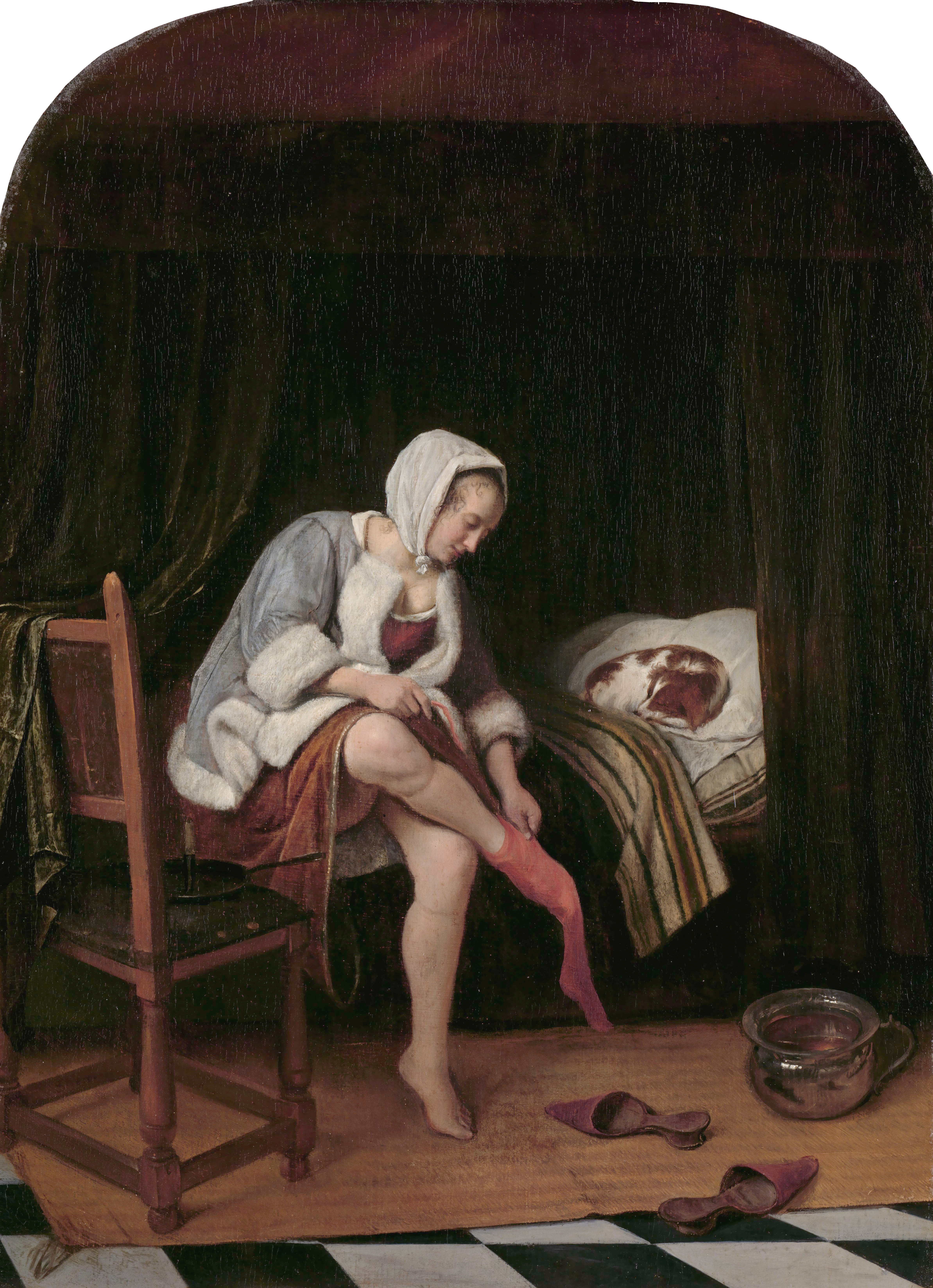
Kobieta przy toalecie ok. 1659–1660 cm, Rijksmuseum, Amsterdam

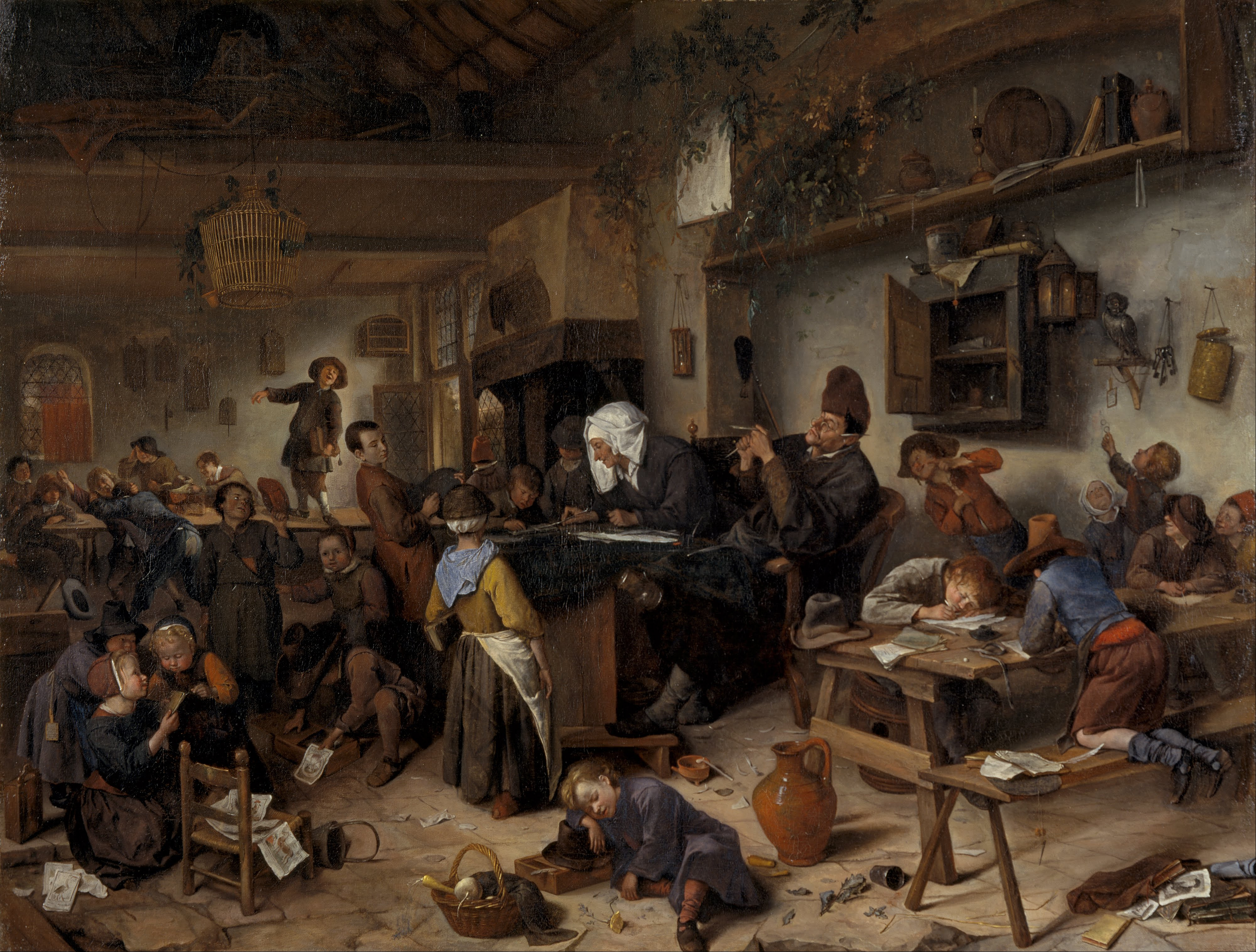
Szkoła dla chłopców i dziewcząt (1670)

Jan Havickszoon Steen (ur. 1626 w Lejdzie, poch. 3 lutego 1679 tamże) – holenderski malarz okresu baroku.

## Życiorys
Był synem bogatego handlarza piwem. Malarstwa uczył się prawdopodobnie u Nicolausa Knupfera w Utrechcie oraz u Adriaena van Ostadego w Haarlemie i swojego teścia – pejzażysty Jana van Goyena w Hadze. Imał się różnych zajęć, stale miał kłopoty finansowe, które rozwiązywał spłacając długi obrazami. W latach 1654–1657 prowadził dzierżawiony w Delfcie browar, następnie mieszkał w Warmond (do 1660) i w Haarlemie (1661–1670), a po 1670 w Lejdzie, gdzie prowadził oberżę. W 1648 został przyjęty jako uczeń do lejdejskiej gildii św. Łukasza, a w 1674 był jej dziekanem. Był dwukrotnie żonaty, z pierwszą żoną Margriet van Goyen miał ośmioro dzieci.

## Twórczość
Jan Steen malował głównie sceny rodzajowe, alegorie i portrety, poruszał także tematy historyczne, religijne i mitologiczne. Największą popularność zdobył jako twórca pełnych humoru i satyry, przedstawień ilustrujących życie codzienne w XVII w. Jego obrazy cechuje swoisty nieporządek. Powiedzenie domostwo Jana Steena jest w Holandii synonimem bałaganu. Pomimo lekkiej tematyki dzieła Steena cechuje nienaganny warsztat i kompozycja. Doskonale opanował technikę posługiwania się światłem i kolorem, przywiązywał drobiazgową uwagę do szczegółów, przede wszystkim w tekstyliach. Steen był płodnym artystą, namalował blisko 800 obrazów, z których około 350 przetrwało.

## Wybrane dzieła
- Kiermasz wiejski – 1650-55, 47 × 66 cm, Mauritshuis, Haga
- Wieśniacy grający w kręgle – ok. 1655, 67 × 85,5 cm, Kunsthistorisches Museum, Wiedeń
- Wypędzenie Hagar – 1655-57, 136 × 109 cm, Galeria Obrazów Starych Mistrzów w Dreźnie
- Młoda kobieta grająca na klawikordzie – 1659, 42 × 33 cm, National Gallery w Londynie
- Modlitwa przed posiłkiem – 1660, 51 × 44,5 cm, Sudeley Castle, Gloucestershire
- Posiłek – 1650-60, 41 × 50 cm, Uffizi, Florencja
- Jedząca ostrygi – 1658-60, 20,5 × 14,5 cm, Mauritshuis, Haga
- Piknik – 1660, 68 × 58 cm, Gemäldegalerie, Berlin
- Podwórko – 1660, 107,5 × 81,5 cm, Mauritshuis, Haga
- Chora z miłości – ok. 1660, 62,5 × 52 cm, Stara Pinakoteka, Monachium
- Ogród tawerny – ok. 1660, 68 × 58 cm, Gemäldegalerie, Berlin
- Pijacy (Próżniacy) – ok. 1660, 39 × 30 cm, Ermitaż, Sankt Petersburg
- Wizyta doktora – ok. 1660, 63 × 51 cm, Ermitaż, Sankt Petersburg
- Zwariowane gospodarstwo – ok. 1660, 80,5 × 89 cm, Apsley House Trustees of the Victoria and Albert Museum, Londyn
- Erysichton sprzedaje swoją córkę Mestrę – 1660, 66 × 64 cm, Rijksmuseum, Amsterdam
- Szarlatan – 1660, 37,5 × 52 cm, Rijksmuseum, Amsterdam
- Tobiasz i Sara z Archaniołem Rafaelem – 1660, 146,5 × 125 Museum Bredius, Haga
- Łatwo przyszło, łatwo poszło – 1661, Museum Boijmans Van Beuningen, Rotterdam
- Mojżesz uderza w skałę – 1660-61, 95 × 98,5 cm, Museum of Art, Filadelfia
- Wieczór Trzech Króli – 1662, 131 × 164,5 cm, Museum of Fine Arts, Boston
- Chora z miłości – ok. 1662, 61 × 52 cm, Stara Pinakoteka, Monachium
- Poranna toaleta – 1663, 65 × 53 cm, Royal Collection, London
- Skutki pijaństwa – 1663, 76 × 106,5 cm, National Gallery w Londynie
- Świat stanął na głowie (W czasach pomyślności, miejcie się na baczności) – 1663, 105 × 145 cm, Kunsthistorisches Museum, Wiedeń
- Tańcząca para – 1663, 102,5 × 142,5 cm, National Gallery of Art, Waszyngton
- Gra w kręgle przed gospodą – 1660-63, 34 × 27 cm, National Gallery w Londynie
- Wybór pomiędzy bogactwem a młodością – ok. 1661-63, 63,5 × 51,5 cm, Muzeum Narodowe w Warszawie
- Scena w gospodzie – 1661-65, 44 × 37 cm, Muzeum Thyssen-Bornemisza, Madryt
- Grająca na cytrze – 1662-65, 31 × 27,5 cm, Mauritshuis, Haga
- Chora dziewczyna – 1663-65, 58 × 46,5 cm, Mauritshuis, Haga
- Jak starzy śpiewają, tak młodzi zagrają – 1663-65, 134 × 163 cm, Mauritshuis, Haga
- Jak starzy śpiewają, tak młodzi zagrają – 1663-65, 94,5 × 81 cm, Musée Fabre, Montpellier
- Lekcja rysunku – 1663-65, 49 × 41 cm, J. Paul Getty Museum, Malibu
- Rodzina artysty – ok. 1665, 134 × 163 cm, Mauritshuis, Haga
- Kobieta przy toalecie – ok. 1659–1660 cm, 37 × 28 cm, Rijksmuseum, Amsterdam
- Wiejska szkoła – ok. 1665, 110,5 × 80 cm, Narodowa Galeria Irlandii, Dublin
- Wizyta doktora – po 1665, 30 × 24,5 cm, Museum der Bildenden Kuenste, Lipsk
- Retorzy w oknie – 1661-66, 76 × 59 cm, Museum of Art, Filadelfia
- Dzieci uczą kota tańczyć lub Lekcja tańca – ok. 1666, 68,5 × 59 cm, Rijksmuseum, Amsterdam
- Życie człowieka – 1665-67, 68,2 × 82 cm, Mauritshuis, Haga
- Grający w tryktraka (Partia tryktraka) – 1667, 45,5 × 39 cm, Ermitaż, Sankt Petersburg
- Dzień św. Mikołaja – 1665-68, 82 × 70,5 cm, Rijksmuseum, Amsterdam
- Wesoła rodzina – 1668, 110,5 × 141 cm, Rijksmuseum, Amsterdam
- Wieczerza w Emaus – 1668, 134 × 104 cm, Rijksmuseum, Amsterdam
- Chora – 1660-70, 76 × 63 cm, Rijksmuseum, Amsterdam
- Estera przed Aswerusem – 1660-70, 106 × 83,5 cm, Ermitaż, Sankt Petersburg
- W gospodzie – 1660-70, 50 × 51 cm, Ermitaż, Sankt Petersburg
- Amnon i Tamar – 1661-70, 67 × 83 cm, Wallraf-Richartz-Museum, Kolonia
- Batszeba po kąpieli – 1665-70, J. Paul Getty Museum, Malibu
- Gody w Kanie Galilejskiej – 1665-70, 63,5 × 82,5 cm, Narodowa Galeria Irlandii, Dublin
- Samson i Dalila – 1667-70, 134 × 199 cm, Wallraf-Richartz-Museum, Kolonia
- Klatka z papugą – 1670, 50 × 40 cm, Rijksmuseum, Amsterdam
- Szkoła dla chłopców i dziewcząt – 1670, 82 × 108 cm, National Gallery of Scotland, Edynburg
- Autoportret – ok. 1670, 73 × 62 cm, Rijksmuseum, Amsterdam
- Mojżesz depcze koronę faraona – ok. 1670, 78 × 79 cm, Kolekcja prywatna, Amsterdam
- Chłopskie święto w oberży – 1674, 118 × 161 cm, Luwr, Paryż
- Nocna serenada – 40 × 31 cm, 1675, Narodowa Galeria, Praga
- Chrzciny – 83 × 99 cm, Gemäldegalerie, Berlin
- Gody w Kanie Galilejskiej – 59 × 48 cm, Galeria Obrazów Starych Mistrzów w Dreźnie
- Kłótnia karciarzy – 90 × 119 cm, Gemäldegalerie, Berlin
- Kłótnia wieśniaków w gospodzie 33 × 44 cm, Museum der Bildenden Kuenste, Lipsk
- Matka z dzieckiem – 29 × 24,5 cm, Galeria Obrazów Starych Mistrzów w Dreźnie
- Miłosna propozycja – 79 × 64 cm, Królewskie Muzea Sztuk Pięknych, Bruksela
- Opuszczanie gospody – 84 × 109 cm, Staatsgalerie, Stuttgart
- Pijąca para – 1679, 24,5 × 21 cm, Rijksmuseum, Amsterdam
- Pokłon pasterzy – 1679, 53 × 64 cm, Rijksmuseum, Amsterdam
- Rodzinny posiłek – 82 × 68,5 cm, Luwr, Paryż
- Święto fasolowe – 80 × 105 cm, Staatliche Museen, Kassel
- Wesołe towarzystwo przy posiłku – 41,5 × 59 cm, Museum der Bildenden Kuenste, Lipsk
- Złe towarzystwo – 41,5 × 35,5 cm, Luwr, Paryż